# イソロイシン
イソロイシン (isoleucine) はアミノ酸の一種で2-アミノ-3-メチルペンタン酸（2-アミノ-3-メチル吉草酸）のこと。側鎖に  sec-ブチル基を持つ。略号は Ile または I。ロイシンの構造異性体である。「アイソリューシン」と英語読みで音訳される。
疎水性アミノ酸に分類される。蛋白質構成アミノ酸の1つで、必須アミノ酸である。糖原性・ケト原性を持つ。

## 代謝

### 生合成
2-オキソブタン酸からバリンに類似した経路で、各種酵素によって合成される。すなわち、アセト乳酸シンターゼ (EC 2.2.1.6) およびケトール酸レダクトイソメラーゼ (EC 1.1.1.86) によって生成したジヒドロキシカルボン酸が生成する。次にジヒドロキシ酸デヒドラターゼ (EC 4.2.1.9) の作用により脱水を受けて α-ケトカルボン酸となり、これが分枝鎖アミノ酸アミナーゼ (EC 2.6.1.42) でグルタミン酸からアミノ基を受け取り、イソロイシンが生成する。

### 代謝性疾患
イソロイシンの分解は、以下の代謝性疾患で障害される。
- マロン酸およびメチルマロン酸尿合併症 (CMAMMA)
- メープルシロップ尿症 (MSUD)
- メチルマロン酸血症
- プロピオン酸血症

## 立体異性
|                                                           |
| L-イソロイシン (2S,3S) & D-イソロイシン (2R,3R)           |
|                                                           |
| L-allo-イソロイシン (2S,3R) & D-allo-イソロイシン (2R,3S) |